# Herbert Bergmann-Hannak
Herbert Bergmann-Hannak (* 24. Dezember 1921 in Grulich/Králíky; † 5. März 2013 in Berlin-Pankow) war ein deutscher Maler und Grafiker.

## Leben und Werk
Bergmann-Hannak (geb. Bergmann) besuchte die Volks- und Bürgerschule in Grulich und absolvierte von 1937 bis 1939 eine Lehre als Weber. Von 1937 bis zur Entlassung wegen einer schweren Kopfverletzung, die er 1942 auf der Krim erlitt, nahm er als Soldat der Wehrmacht am Zweiten Weltkrieg teil. Die Erlebnisse des Krieges sollten ihn sein Leben lang verfolgen. Seine späteren Bilder reflektieren seine Ablehnung von Krieg und Gewalt.
Von 1943 bis 1945 machte Bergmann eine Ausbildung zum Musterzeichner an der Textilfachschule in Reichenberg und arbeitet in Grulich in seinem Beruf in einer Seidenfabrik. 1945 kam er als Heimatvertriebener in die sowjetische Besatzungszone. Von 1947 bis 1949 studierte er u. a. bei Heinz Trökes und Fritz Dähn Malerei an der Weimarer Hochschule für Architektur und Bildende Künste. 1949 erhielt er ein Stipendium für gute Leistungen. Anschließend studierte er bis 1950 bei Dähn an der Hochschule für Bildende Künste Dresden. Von 1950 bis 1953 war er in Berlin bei Heinrich Ehmsen Meisterschüler an der Akademie der Künste und von 1953 bis 1957 Assistent an der Hochschule für bildende und angewandte Kunst Berlin-Weißensee. Ab etwa 1955 widmete er sich verstärkt der Landschaftsmalerei und Motiven der Berliner Innenstadt. Ab 1957 arbeitete er in Berlin als freischaffender Künstler. Er verkaufte selten Bilder. Einnahmen brachten ihm vor allem Aufträge für architekturbezogene Kunst und die Leitung eines Zeichenzirkels für Kunsterzieher in Oranienburg. Mit seiner Ehefrau Ilse verbrachte er zum Malen über viele Jahre den September auf Hiddensee.
Bergmann-Hannak war bis 1990 Mitglied des Verbands Bildender Künstler der DDR, in dem er aber als unbequemer Außenseiter galt.

## Rezeption
„Herbert Bergmann-Hannak arbeitet gerne mit eigenwilligen Mitteln wie Kugelschreiber und Filzstift auf unkonventionellen Malgründen wie alten Rechnungen. Seine Bilder gegen Krieg und Militarismus, zu Religionen oder Theaterstücken beruhen auf einer anarchistischen Lebensauffassung und bestechen durch folkloristische Farbigkeit. …
Herbert Bergmann-Hannak ist kein Widerständler in der Kunst, aber mit seinem eigenbrötlerischen Temperament entzieht er sich jeglichen Formendebatten. Mit unverfälschten Beieinander von quer Gedachtem und Gestelltem erweisen sich seine Arbeiten als originäre Erscheinung abseits vom Strom jahrzehntelanger Kunstentwicklungen.“
Simone Tippach-Schneider

## Werke (Auswahl)

### Tafelbilder
- Volksfest (vor 1953, Öl, 40 × 50 cm)
- Weg mit den Ami-Barracks (Öl, 1953)[3]
- Staatsoper im Wiederaufbau (Öl, 50 × 80 cm, 1956)[4]
- Am Spreeufer in Alt-Berlin (Öl, 50 × 80 cm, 1956)[4]
- Waffenausgabe (Mischtechnik, 95 × 125 cm, um 1958)
- Kampfgruppensanitäterin (Öl, 80 × 50 cm, 1958)[5]
- Volksgut Blankenfelde (Öl, 48 × 74 cm, 1958; Kunstarchiv Beeskow)
- Anita (Mischtechnik, 1960/1961, 65 × 50 cm)
- Elsenbrücke in Berlin-Treptow (Öl, 1968, 75 × 160 cm)[6]
- Aus dem Produktionsgeschehen (Öl, 77 × 96,7 cm, 1975; Kunstarchiv Beeskow)

### Druckgrafik
- Zweiter Weltkrieg (Zyklus von Lithografien, 1956/57)
- Berlin mit Stadthaus (Lithografie, 38 × 56 cm, 1958)[7]

### Entwürfe für architekturbezogene Werke
- Brunnen (Glasmosaik, 1960; Berlin, Storkower Straße,)
- Wandgestaltung (Glasmosaik, Stuck und Naturstein; Kindergarten, Berlin-Adlershof, Arndtstraße)
- Berlin. Stadt an der Spree (Fassadengestaltung, 1981; Oberschule Paul Schwenk, Berlin-Marzahn, Amanlisweg)
- Bau einer Raumstation (Wandgestaltung, 1966; Eingangshalle Oberschule Berlin-Adlershof, Florian-Geyer-Straße)

## Ausstellungen (unvollständig)

### Einzelausstellungen (mutmaßlich unvollständig)
- 1956: Berlin, Erich-Weinert-Haus
- 1965: Berlin, Galerie im Turm (Malerei)
- 1985/1986: Berlin, TiP-Galerie (Malerei, Zeichnungen, Druckgrafik)
- 2012: Berlin, Galerie Forum Amalienpark („Ein Welttheater nach eigener Fasson“; Retrospektive)[8]
- 2012: Berlin, Kirchliches Begegnungszentrum in der Achillesstraße 53 („Herbert Bergmann-Hannak – Mein Leben nach meiner Fasson“.)
- postum 2018: Kloster, Galerie am Torbogen

### Teilnahme an zentralen und wichtigen regionalen Ausstellungen in der DDR
- 1952: Bautzen, Görlitz und Zittau (Wanderausstellung „Berliner Künstler“)
- 1961: Berlin, Deutsche Akademie der Künste („Junge Künstler. Malerei.“)
- 1967: Berlin, Akademie der Künste („Meisterschüler der DAK stellen aus“)
- 1958/1959 und 1987/1988: Dresden, Vierte Deutsche Kunstausstellung und X. Kunstausstellung der DDR
- 1978: Berlin, Ausstellungszentrum am Fernsehturm („Berliner Atelier Fünfzehn Maler und Grafiker stellen aus.“)
- 1980: Berlin, Ausstellungszentrum am Fernsehturm („Retrospektive Berlin“)
- 1983: Berlin, Galerie am Prater („Retrospektive 1973–1983“)
- 1987: Berlin, Ephraim-Palais („Das Bild der Stadt Berlin von 1945 bis zur Gegenwart“)